# 오와다역 (오사카부)
오와다역(일본어: 大和田駅)은 일본 오사카부 가도마시에 위치한 게이한 전기철도 게이한 본선의 역이다. 역 번호는 KH15이다.

## 역 구조
통과선 2개를 낀 상대식 승강장 2면 2선의 고가역이다. 개찰구와 대합실은 2층, 승강장은 3층에 있다. 개찰구는 1곳만 있다. 개찰 내에 편의점이 있다.
고가 복복선화가 완성되기 전에는 상하 본선 외에 상하 부본선(대피선), 인상선이 존재하여 회차 가능한 교상역이었다. 실제로, 1963년 요도야바시 역 개통 전후까지 일부 시간대에서 본 역 회차 열차도 존재했다(회차선 철거 때 가야시마까지 연장). 또한, 고가화로 인한 임시역 시절은 대피선이 있고 상대식 승강장 중에 "신칸센 형"의 배선이었다.
개찰을 나와서 정면에는 고가시타의 공간을 이용한 "엘 오와다"(보석 가게, 음식점, 약국, 서점, 휴대 전화 매장, 100엔 숍 등)가 있다.
개찰구를 나와 오른쪽 출입구는 게이한 버스의 버스 터미널(규모는 버스 3대의 승강장)이 있으며 왼쪽의 출입구 주변은 상가나 택시 승강장 등이 있다. 주차장은 오사카 방면, 교토 방면의 각 고가시타에 있다. 이전에는 무료였으나 2002년경부터 실시된 택시 승강장 확장 공사 때부터 유료화되었다. 현재의 택시 승강장 대부분은 주차장이었다. 주차장에서 역까지는 조금 거리가 있다는 것도 있고 무료일 때부터 상기의 왼쪽 출입구 부근은 역 이용자가 방치하는 자전거가 매우 많다.
2009년 1월, 배리어 프리 대책으로 각 층을 잇는 엘리베이터가 설치되었고, 오스토 메이트 대응의 다목적 화장실 설치되었다. 또한, 1번 출입구에도 슬로프가 설치되었다.

### 승강장
| 번호 | 노선          | 방향 | 행선                                               |
| ---- | ------------- | ---- | -------------------------------------------------- |
| 1    | ■ 게이한 본선 | 상행 | 가야시마・히라카타시・산조・데마치야나기 방면      |
| 2    | ■ 게이한 본선 | 하행 | 모리구치시・교바시・요도야바시・나카노시마 선 방면 |

- 두 승강장의 유효 길이는 8량이다. 1,2번 선의 사이에 통과선(A선)이 있다. 통과선에는 승강장이 없어 복복선의 바깥쪽 2선(B선)에만 승강장이 있다.
- 접근 방송은 주요 역들처럼 세세한 내용으로 되어 있고 2008년 4월부터 승강장 번호 표시가 부여되었다.

## 이용 현황
| 연도별 1일 평균 하차 승차 인원 | 연도별 1일 평균 하차 승차 인원 | 연도별 1일 평균 하차 승차 인원 | 연도별 1일 평균 하차 승차 인원 |
| 연도                           | 특정일                         | 특정일                         |                                |
| 연도                           | 하차 인원                      | 승차 인원                      |                                |
| ------------------------------ | ------------------------------ | ------------------------------ | ------------------------------ |
| 1995년                         | 39,753                         | 19,937                         |                                |
| 1996년                         | -                              | -                              |                                |
| 1997년                         | -                              | -                              |                                |
| 1998년                         | 34,184                         | 17,516                         |                                |
| 1999년                         | -                              | -                              |                                |
| 2000년                         | 32,535                         | 16,300                         |                                |
| 2001년                         | -                              | -                              |                                |
| 2002년                         | 30,117                         | 15,039                         |                                |
| 2003년                         | 29,053                         | 14,572                         |                                |
| 2004년                         | 27,674                         | 13,848                         |                                |
| 2005년                         | 27,244                         | 13,572                         |                                |
| 2006년                         | 26,798                         | 13,383                         |                                |
| 2007년                         | 26,182                         | 13,131                         |                                |
| 2008년                         | 25,614                         | 12,880                         |                                |
| 2009년                         | 24,650                         | 12,296                         |                                |
| 2010년                         | 23,752                         | 11,905                         |                                |
| 2011년                         | 21,876                         | 10,985                         |                                |
| 2012년                         | 22,471                         | 11,260                         |                                |
| 2013년                         | 22,219                         | 11,123                         |                                |
| 2014년                         | 22,176                         | 11,139                         |                                |
| 2015년                         | 22,318                         | 11,225                         |                                |

## 역 주변
- 오사카 국제대학 모리구치 캠퍼스
- 오사카 국제 오와다 중・고등학교
- NSK 제작소
- 가도마 도키와 우체국
- 미쓰비시도쿄UFJ은행 오와다 지점
- 간사이 어번 은행 가도마 지점
- 다이에 오와다점
- 간사이 슈퍼 게이한 오와다점
- 쓰쓰미네 신사 마쓰타 쓰쓰미 유적

## 사진

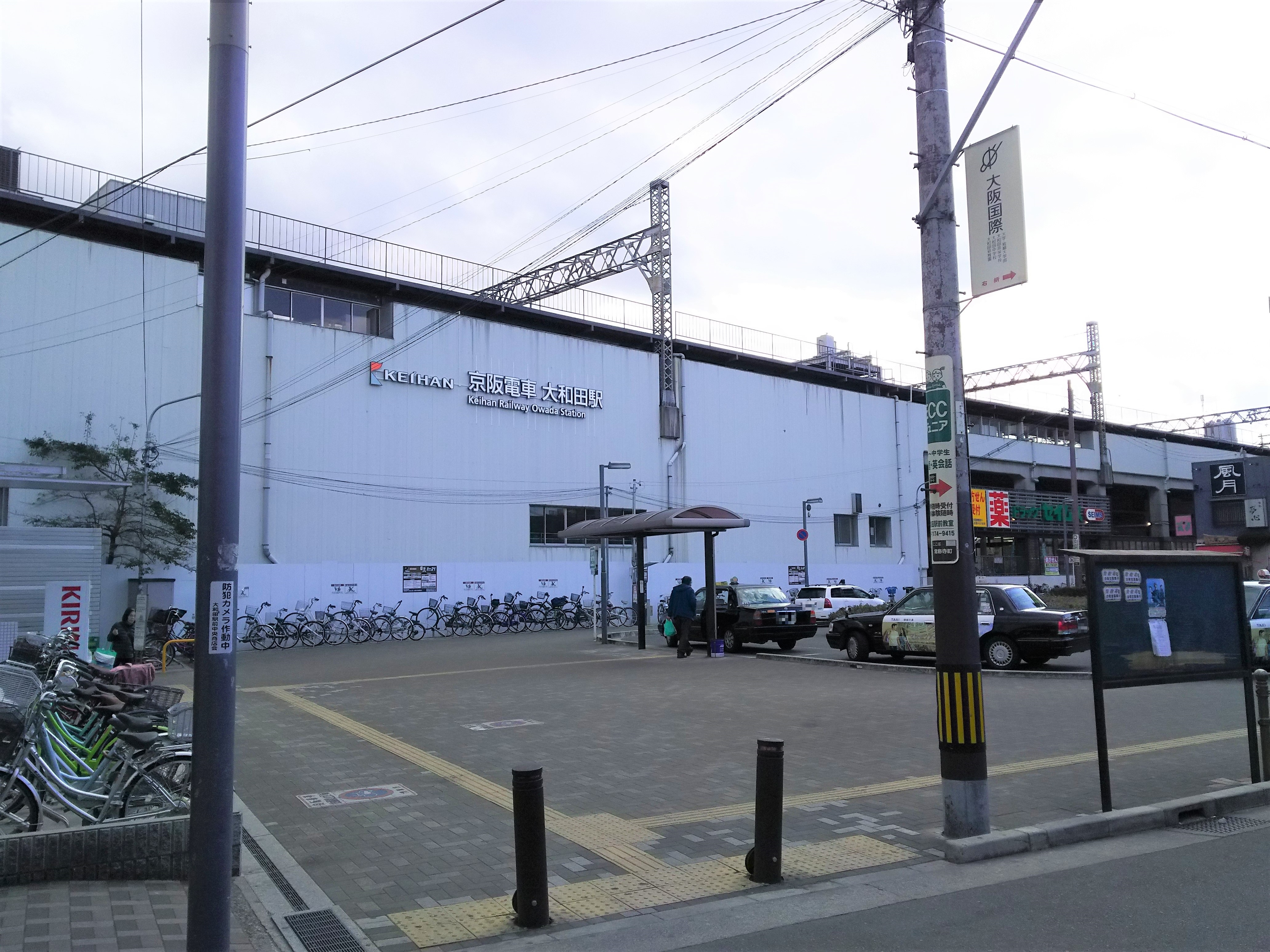
북쪽 출입구
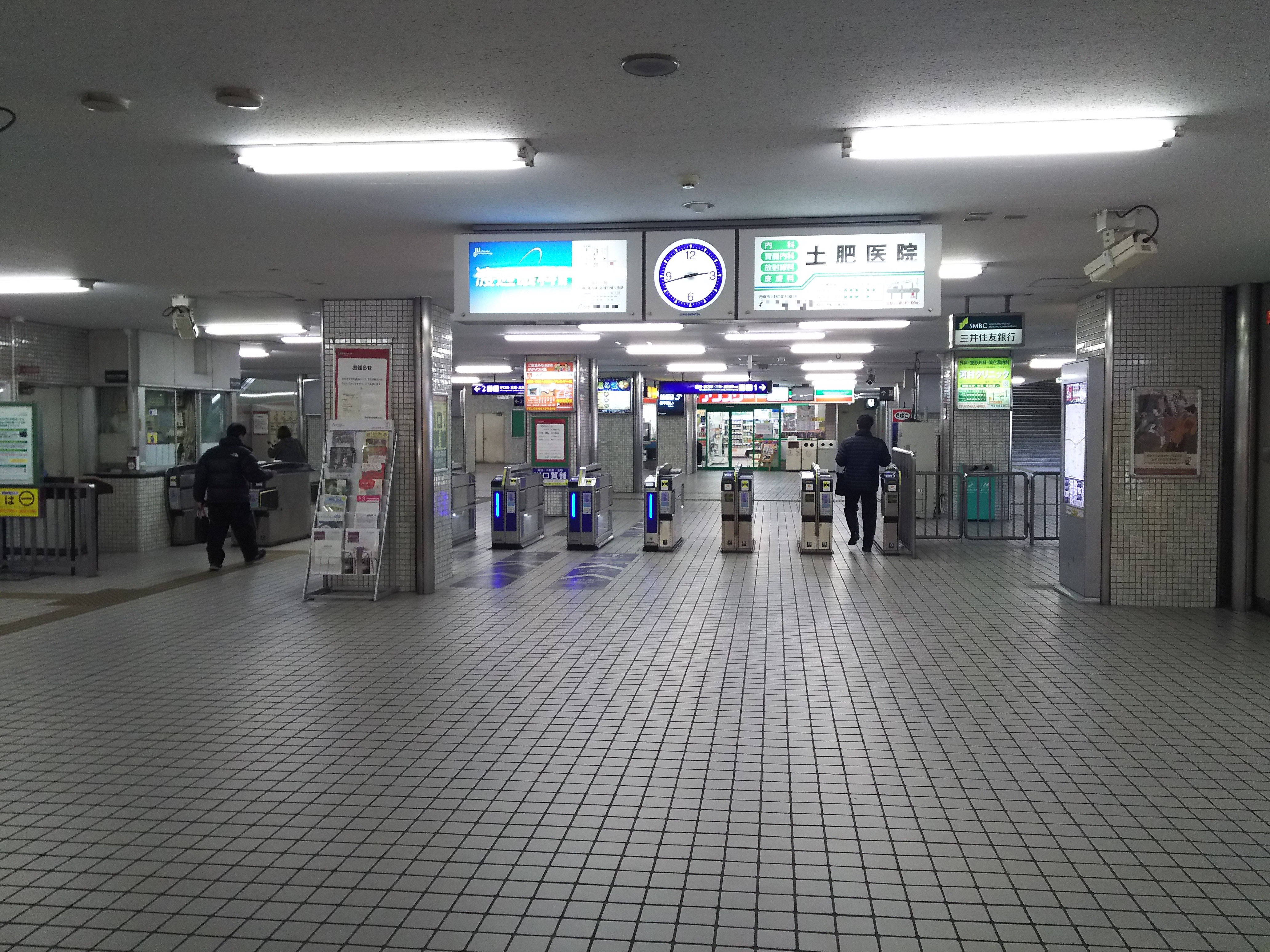
개찰구

## 인접역
| 게이한 전기철도 ■ 게이한 본선     | 게이한 전기철도 ■ 게이한 본선 | 게이한 전기철도 ■ 게이한 본선   |
| --------------------------------- | ----------------------------- | ------------------------------- |
| KH14 후루카와바시 요도야바시 방면 | ■ 구간급행 ■ 보통             | 가야시마 KH16 데마치야나기 방면 |